# Canton de Reichshoffen
Le canton de Reichshoffen est une circonscription électorale française du département du Bas-Rhin.

## Histoire
Un nouveau découpage territorial du Bas-Rhin entre en vigueur à l'occasion des élections départementales de 2015. Il est défini par le décret du 18 février 2014, en application des lois du 17 mai 2013 (loi organique 2013-402 et loi 2013-403). Les conseillers départementaux sont, à compter de ces élections, élus au scrutin majoritaire binominal mixte. Les électeurs de chaque canton élisent au Conseil départemental, nouvelle appellation du Conseil général, deux membres de sexe différent, qui se présentent en binôme de candidats. Les conseillers départementaux sont élus pour 6 ans au scrutin binominal majoritaire à deux tours, l'accès au second tour nécessitant 12,5 % des inscrits au 1er tour. En outre la totalité des conseillers départementaux est renouvelée. Ce nouveau mode de scrutin nécessite un redécoupage des cantons dont le nombre est divisé par deux avec arrondi à l'unité impaire supérieure si ce nombre n'est pas entier impair, assorti de conditions de seuils minimaux. Dans le Bas-Rhin, le nombre de cantons passe ainsi de 44 à 23.
Le canton de Reichshoffen est formé de communes des anciens cantons de Wœrth (17 communes), de Niederbronn-les-Bains (19 communes), de Soultz-sous-Forêts (3 communes), de Wissembourg (4 communes) et de Bouxwiller (2 communes). Il est entièrement inclus dans l'arrondissement de Haguenau-Wissembourg. Le bureau centralisateur est situé à Reichshoffen.

## Représentation
| Période élective | Période élective | Mandat | Mandat   | Identité                   | Nuance | Nuance | Qualité |
| ---------------- | ---------------- | ------ | -------- | -------------------------- | ------ | ------ | --- |
| 2015             | 2021             | 2015   | 2021     | Rémi Bertrand              |        | LR     | Distillateur Ancien maire d'Uberach Ancien conseiller général du Canton de Niederbronn-les-Bains (2002-2015) Vice-président du Conseil Départemental |
| 2015             | 2021             | 2015   | 2021     | Nathalie Marajo-Guthmuller |        | DVD    | Professeure Première adjointe au maire de Wœrth |
| 2021             | 2028             | 2021   | en cours | Nathalie Marajo-Guthmuller |        | DVD    | Conseillère sortante |
| 2021             | 2028             | 2021   | en cours | Victor Vogt                |        | LR     | Maire de Gundershoffen |

À l'issue du 1er tour des élections départementales de 2015, deux binômes sont en ballotage : Rémi Bertrand et Nathalie Marajo-Guthmuller (UMP, 43,69 %) et Laurent Gnaedig et Michèle Muller (FN, 37,32 %). Le taux de participation est de 49,91 % (19 075 votants sur 38 216 inscrits) contre 47,83 % au niveau départemental et 50,17 % au niveau national.
Au second tour, Rémi Bertrand et Nathalie Marajo-Guthmuller (UMP) sont élus avec 59,46 % des suffrages exprimés et un taux de participation de 47,97 % (10 257 voix pour 18 330 votants et 38 215 inscrits).

## Composition
Lors de sa création, le canton de Reichshoffen comprenait quarante-cinq communes.
À la suite de la fusion, au 1er janvier 2016, de Pfaffenhoffen, La Walck et Uberach pour former la commune nouvelle de Val-de-Moder, il est désormais composé de 42 communes entières et une fraction.
| Nom                                  | Code Insee | Intercommunalité                    | Superficie (km2) | Population (dernière pop. légale)              | Densité (hab./km2) | Modifier                                    |
| ------------------------------------ | ---------- | ----------------------------------- | ---------------- | ---------------------------------------------- | ------------------ | ------------------------------------------- |
| Reichshoffen (bureau centralisateur) | 67388      | CC du Pays de Niederbronn-les-Bains | 17,64            | 5 407 (2022)                                   | 307                | modifier les données · modifier les données |
| Biblisheim                           | 67037      | CC Sauer-Pechelbronn                | 2,24             | 353 (2022)                                     | 158                | modifier les données · modifier les données |
| Bitschhoffen                         | 67048      | CA de Haguenau                      | 2,54             | 461 (2022)                                     | 181                | modifier les données · modifier les données |
| Dambach                              | 67083      | CC du Pays de Niederbronn-les-Bains | 30,50            | 755 (2022)                                     | 25                 | modifier les données · modifier les données |
| Dieffenbach-lès-Wœrth                | 67093      | CC Sauer-Pechelbronn                | 3,61             | 335 (2022)                                     | 93                 | modifier les données · modifier les données |
| Durrenbach                           | 67110      | CC Sauer-Pechelbronn                | 5,30             | 1 103 (2022)                                   | 208                | modifier les données · modifier les données |
| Engwiller                            | 67123      | CA de Haguenau                      | 3,74             | 470 (2022)                                     | 126                | modifier les données · modifier les données |
| Eschbach                             | 67132      | CC Sauer-Pechelbronn                | 3,97             | 958 (2022)                                     | 241                | modifier les données · modifier les données |
| Forstheim                            | 67141      | CC Sauer-Pechelbronn                | 5,05             | 597 (2022)                                     | 118                | modifier les données · modifier les données |
| Frœschwiller                         | 67147      | CC Sauer-Pechelbronn                | 5,75             | 492 (2022)                                     | 86                 | modifier les données · modifier les données |
| Gœrsdorf                             | 67160      | CC Sauer-Pechelbronn                | 13,14            | 1 054 (2022)                                   | 80                 | modifier les données · modifier les données |
| Gumbrechtshoffen                     | 67174      | CC du Pays de Niederbronn-les-Bains | 5,74             | 1 109 (2022)                                   | 193                | modifier les données · modifier les données |
| Gundershoffen                        | 67176      | CC du Pays de Niederbronn-les-Bains | 17,55            | 3 808 (2022)                                   | 217                | modifier les données · modifier les données |
| Gunstett                             | 67177      | CC Sauer-Pechelbronn                | 6,30             | 621 (2022)                                     | 99                 | modifier les données · modifier les données |
| Hegeney                              | 67186      | CC Sauer-Pechelbronn                | 1,76             | 435 (2022)                                     | 247                | modifier les données · modifier les données |
| Kindwiller                           | 67238      | CA de Haguenau                      | 5,97             | 648 (2022)                                     | 109                | modifier les données · modifier les données |
| Kutzenhausen                         | 67254      | CC Sauer-Pechelbronn                | 7,20             | 924 (2022)                                     | 128                | modifier les données · modifier les données |
| Lampertsloch                         | 67257      | CC Sauer-Pechelbronn                | 10,43            | 695 (2022)                                     | 67                 | modifier les données · modifier les données |
| Langensoultzbach                     | 67259      | CC Sauer-Pechelbronn                | 13,09            | 910 (2022)                                     | 70                 | modifier les données · modifier les données |
| Laubach                              | 67260      | CC Sauer-Pechelbronn                | 1,69             | 313 (2022)                                     | 185                | modifier les données · modifier les données |
| Lembach                              | 67263      | CC Sauer-Pechelbronn                | 48,89            | 1 510 (2022)                                   | 31                 | modifier les données · modifier les données |
| Lobsann                              | 67271      | CC Sauer-Pechelbronn                | 2,73             | 660 (2022)                                     | 242                | modifier les données · modifier les données |
| Merkwiller-Pechelbronn               | 67290      | CC Sauer-Pechelbronn                | 3,76             | 923 (2022)                                     | 245                | modifier les données · modifier les données |
| Mertzwiller                          | 67291      | CC du Pays de Niederbronn-les-Bains | 6,96             | 3 367 (2022)                                   | 484                | modifier les données · modifier les données |
| Mietesheim                           | 67292      | CC du Pays de Niederbronn-les-Bains | 8,49             | 669 (2022)                                     | 79                 | modifier les données · modifier les données |
| Morsbronn-les-Bains                  | 67303      | CC Sauer-Pechelbronn                | 6,87             | 680 (2022)                                     | 99                 | modifier les données · modifier les données |
| Niederbronn-les-Bains                | 67324      | CC du Pays de Niederbronn-les-Bains | 31,40            | 4 372 (2022)                                   | 139                | modifier les données · modifier les données |
| Niedermodern                         | 67328      | CA de Haguenau                      | 4,39             | 900 (2022)                                     | 205                | modifier les données · modifier les données |
| Niedersteinbach                      | 67334      | CC Sauer-Pechelbronn                | 8,30             | 115 (2022)                                     | 14                 | modifier les données · modifier les données |
| Oberbronn                            | 67340      | CC du Pays de Niederbronn-les-Bains | 21,15            | 1 416 (2022)                                   | 67                 | modifier les données · modifier les données |
| Oberdorf-Spachbach                   | 67341      | CC Sauer-Pechelbronn                | 2,36             | 423 (2022)                                     | 179                | modifier les données · modifier les données |
| Obersteinbach                        | 67353      | CC Sauer-Pechelbronn                | 9,18             | 234 (2022)                                     | 25                 | modifier les données · modifier les données |
| Offwiller                            | 67358      | CC du Pays de Niederbronn-les-Bains | 15,92            | 807 (2022)                                     | 51                 | modifier les données · modifier les données |
| Preuschdorf                          | 67379      | CC Sauer-Pechelbronn                | 7,57             | 891 (2022)                                     | 118                | modifier les données · modifier les données |
| Rothbach                             | 67415      | CC du Pays de Niederbronn-les-Bains | 7,99             | 468 (2022)                                     | 59                 | modifier les données · modifier les données |
| Uhrwiller                            | 67498      | CA de Haguenau                      | 11,02            | 708 (2022)                                     | 64                 | modifier les données · modifier les données |
| Uttenhoffen                          | 67502      | CC du Pays de Niederbronn-les-Bains | 1,95             | 218 (2022)                                     | 112                | modifier les données · modifier les données |
| Val-de-Moder                         | 67372      | CA de Haguenau                      | 9,01             | Fraction : 4 914 (2022) Commune : 5 047 (2022) | 560                | modifier les données · modifier les données |
| Walbourg                             | 67511      | CC Sauer-Pechelbronn                | 5,33             | 926 (2022)                                     | 174                | modifier les données · modifier les données |
| Windstein                            | 67536      | CC du Pays de Niederbronn-les-Bains | 11,97            | 173 (2022)                                     | 14                 | modifier les données · modifier les données |
| Wingen                               | 67537      | CC Sauer-Pechelbronn                | 16,79            | 453 (2022)                                     | 27                 | modifier les données · modifier les données |
| Wœrth                                | 67550      | CC Sauer-Pechelbronn                | 6,47             | 1 676 (2022)                                   | 259                | modifier les données · modifier les données |
| Zinswiller                           | 67558      | CC du Pays de Niederbronn-les-Bains | 7,14             | 722 (2022)                                     | 101                | modifier les données · modifier les données |
| Canton de Reichshoffen               | 6713       |                                     |                  | 48 673 (2022)                                  |                    | modifier les données                        |

## Démographie
En 2022, le canton comptait 48 673 habitants, en évolution de −0,62 % par rapport à 2016 (Bas-Rhin : +3,17 %, France hors Mayotte : +2,11 %).
| 2013   | 2018   | 2022   |
| ------ | ------ | ------ |
| 49 011 | 48 907 | 48 673 |